# Malakoff (Texas)
Malakoff es una ciudad ubicada en el condado de Henderson en el estado estadounidense de Texas. En el Censo de 2010 tenía una población de 2.324 habitantes y una densidad poblacional de 310,48 personas por km².

## Geografía
Malakoff se encuentra ubicada en las coordenadas 32°10′24″N 96°1′16″O / 32.17333, -96.02111. Según la Oficina del Censo de los Estados Unidos, Malakoff tiene una superficie total de 7.49 km², de la cual 7.45 km² corresponden a tierra firme y (0.52%) 0.04 km² es agua.

## Demografía
Según el censo de 2010, había 2.324 personas residiendo en Malakoff. La densidad de población era de 310,48 hab./km². De los 2.324 habitantes, Malakoff estaba compuesto por el 69.54% blancos, el 18.67% eran afroamericanos, el 0.69% eran amerindios, el 0.09% eran asiáticos, el 0.04% eran isleños del Pacífico, el 8.73% eran de otras razas y el 2.24% pertenecían a dos o más razas. Del total de la población el 16.05% eran hispanos o latinos de cualquier raza.